# Ecsenius tigris
Ecsenius tigris es una especie de pez de la familia Blenniidae en el orden de los Perciformes.

## Morfología
Los machos pueden llegar alcanzar los 5 cm de longitud total.

## Reproducción
Es ovíparo.

## Hábitat
Es un pez de mar y de clima tropical y asociado a los arrecifes de coral.

## Distribución geográfica
Se encuentra al oeste del Mar del Coral.